# I. Engelschalk osztrák őrgróf
I. Engelschalk (? – 871) a IX. századi Ausztria őrgrófja.

## Élete
Életéről keveset tudunk. Elképzelhető, hogy I. Vilmos fia volt, de ez nem bizonyított. Tény viszont, hogy egy morvák ellen vezetett hadjáratban vesztette életét 871-ben. Állama a Dunától a mai Felső-Ausztriában fekvő Traun városáig, Szombathelyig és a Rábáig terjedt. Központja pedig Bécs volt. Keleten az avarok államával volt határos.
Engelschalk bátyjával, II. Vilmossal együtt uralkodott, aki abban a hadjáratban halt meg, mint ő maga. Aribo követte őket a trónon, de Engelschalk fia, II. Engelschalk, a testvérpár jogos örököse, lázadást szított a trónbitorló ellen, amit a vilmosi háború néven ismerünk és 882-től 884-ig tartott.
Engelschalknak egy gyermeke volt, aki 884-ben vízbe fulladt.